# Aravatagi, Dharwad
Aravatagi là một làng thuộc tehsil Dharwad, huyện Dharwad, bang Karnataka, Ấn Độ.